# Kanton Lauzès
Lauzès is een voormalig kanton van het Franse departement Lot. Het kanton maakte deel uit van het arrondissement Cahors. Het werd opgeheven bij decreet van 13 februari 2014 met uitwerking op 22 maart 2015. Alle gemeenten werden opgenomen in het nieuwe kanton Causse et Vallées.

## Gemeenten
Het kanton Lauzès omvatte de volgende gemeenten:
- Blars
- Cabrerets
- Cras
- Lauzès (hoofdplaats)
- Lentillac-du-Causse
- Nadillac
- Orniac
- Sabadel-Lauzès
- Saint-Cernin
- Saint-Martin-de-Vers
- Sauliac-sur-Célé
- Sénaillac-Lauzès